# Dominique Chiout
Dominique Chiout (* 1971) ist eine deutsche Schauspielerin.
Chiout wuchs als Tochter eines Theaterleiters in Gießen auf und sammelte bereits im Alter von zehn Jahren erste Erfahrungen auf der Bühne. 
Sie studierte von 1991 bis 1994 Theaterwissenschaften und Germanistik an der FU Berlin und absolvierte ihre Schauspielausbildung von 1994 bis 1996 im Theaterstudio Berlin.
Chiout spielte in zahlreichen Fernseh- und Kinofilmen mit und war als Theaterschauspielerin unter anderem in Berlin, Wien, Essen und Frankfurt am Main zu sehen.

## Filmografie
- 1998: Schloss Einstein
- 2000: Wolffs Revier
- 2001: Ein starkes Team
- 2001: Wolffs Revier
- 2001: Ravioli (Kurzfilm)
- 2002: Kein Mann für eine Nummer
- 2002: Lovers and Friends
- 2003: Alles Schöne! (Kurzfilm)
- 2003: Dr. Sommerfeld – Neues vom Bülowbogen
- 2004: Abschnitt 40
- 2004: Zack! Comedy nach Maß
- 2004: Typisch Sophie
- 2004: Zweimal Adam, zweimal Eva (Kurzfilm)
- 2005: In aller Freundschaft (Fernsehserie, Folge Ein einziges Mal)
- 2005: Zack! Comedy nach Maß
- 2006: Zack! Comedy nach Maß
- 2007: Das 100 Millionen Dollar Date
- 2007: Löwenzahn
- 2009, 2021: In aller Freundschaft (Fernsehserie, Folgen Wunder, Späte Rettung)
- 2010: Soko Wismar
- 2010: Soko 5113
- 2011: Götter wie wir
- 2011: Der Kriminalist
- 2017: In aller Freundschaft – Die jungen Ärzte (Fernsehserie, Folge Kämpfe)
- 2017: SOKO München (Fernsehserie, Folge Die Schuld der Väter)
- 2018: Rentnercops (Fernsehserie, Folge Mehr Druck)
- 2019: Inga Lindström (Fernsehserie, Folge Auf der Suche nach dir)
- 2019: Verliebt in Valerie
- 2019: Tatort – Maleficius
- 2020: WaPo Berlin (Fernsehserie, Folge MS Bettina)
- 2020: Heldt (Fernsehserie, Folge Die Zuflucht)
- 2021: In aller Freundschaft (Fernsehserie, Folge 928 Späte Rettung)
- 2022: Morden im Norden (Fernsehserie, Folge Harte Prüfung)
- 2022: Wolfsland: 20 Stunden (Fernsehreihe)

## Theater
- 1998–1999: Theater Wittenberg
  - Kabale und Liebe
  - Schreib mich in den Sand
- 2000:
  - Brandenburger Theater
  - Die Schauspieler
  - bat Berlin
  - Elektra
- 2001: bat Berlin
  - Woyzeck-Projekt
- 2001–2005: Arena Berlin
  - Vagina-Monologe
- 2002: Tribüne Berlin
  - Spaß beiseite
- 2003: Volkstheater Frankfurt
  - Urfaust
- 2003–2004: Tribüne Berlin; Tartuffe
- 2003–2008: Vaganten Bühne Berlin; Antigone
- 2005–2010: Tournee; Picassos Frauen
- 2008: Theater der Jugend, Wien: antigone
- 2008–2011: Tournee, Chorprobe
- 2013: Renaissance-Theater, Berlin: Lassalle oder der Kampf wider die verdammte Bedürfnislosigkeit